# Salvia azurea
Espèce
Salvia azurea est une espèce de plantes à fleurs de la famille des Lamiacées originaire du sud des États-Unis. C'est une plante ornementale.

## Liste des sous-espèces et variétés
Selon Tropicos (6 janvier 2016) (Attention liste brute contenant possiblement des synonymes) :
- sous-espèce Salvia azurea subsp. media Epling
- sous-espèce Salvia azurea subsp. mexicana Epling
- sous-espèce Salvia azurea subsp. pitcheri (Torr. ex Benth.) Epling
- variété Salvia azurea var. azurea
- variété Salvia azurea var. elata (Poir.) Pursh
- variété Salvia azurea var. grandiflora Benth.
- variété Salvia azurea var. longifolia Trel.
- variété Salvia azurea var. pitcheri (Torr. ex Benth.) E. Sheld.